# 仁座町
仁座町（にざちょう）は、愛知県名古屋市千種区にある地名。丁目は設定されていない。住居表示未実施。

## 地理
名古屋市千種区南東部に位置する。東は東山元町・萩岡町、西は四谷通・山手通、南は高峯町・昭和区高峯町、北は園山町に接する。

## 歴史

### 地名の由来
広路町の旧字名である仁座山によるという。

### 沿革
- 1934年（昭和9年）10月1日[7] - 東区田代町・中区広路町の各一部により東区仁座町として成立する[8]。
- 1937年（昭和12年）12月1日[7] - 千種区成立に伴い、同区仁座町となる[8]。

## 学区
市立小・中学校に通う場合、学校等は以下の通りとなる。また、公立高等学校に通う場合の学区は以下の通りとなる。
| 番・番地等 | 小学校               | 中学校               | 高等学校 |
| ---------- | -------------------- | -------------------- | -------- |
| 全域       | 名古屋市立見付小学校 | 名古屋市立城山中学校 | 尾張学区 |

## 施設

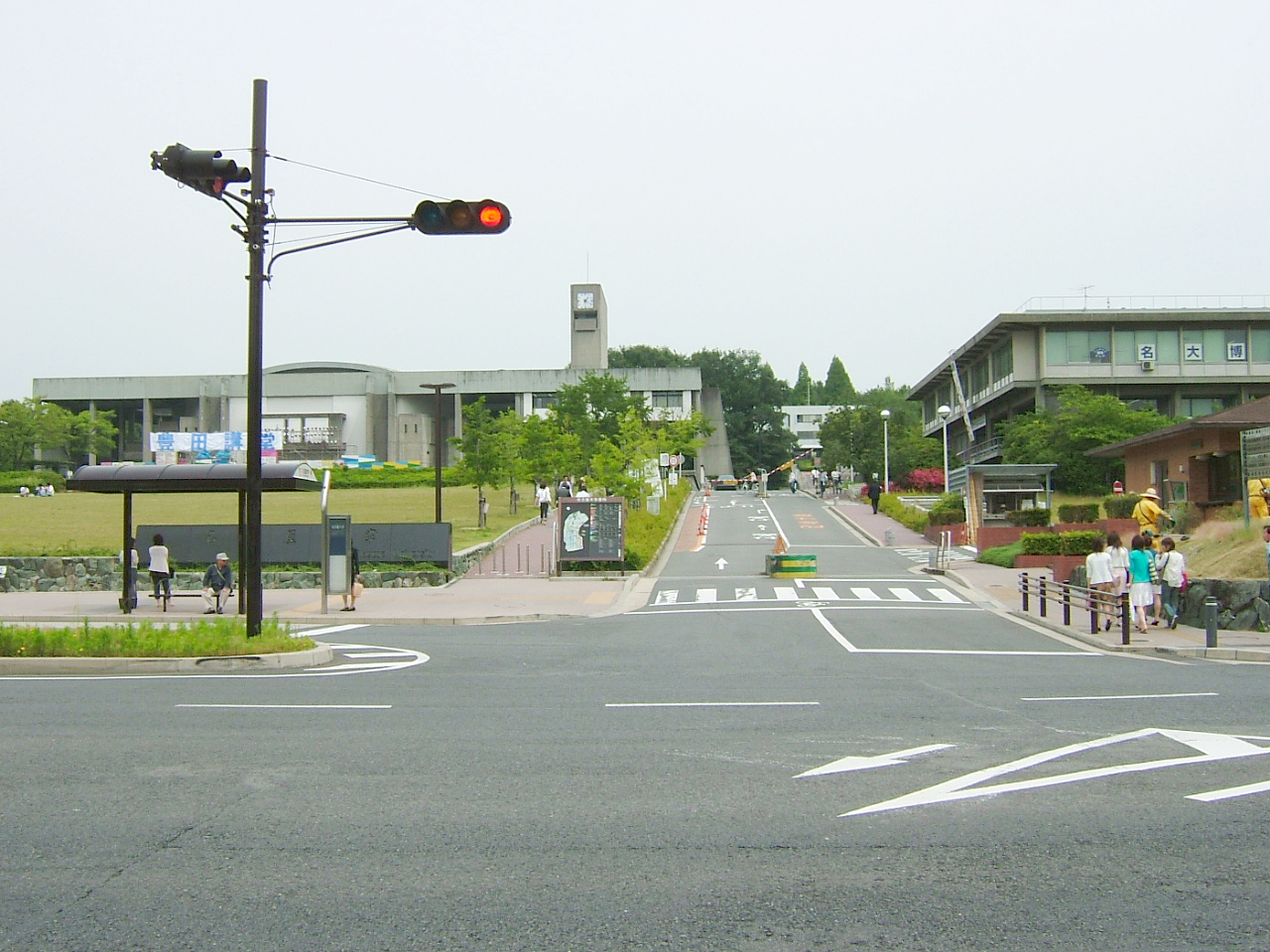
画面中央の道路を境に左側が仁座町にあたる

戦前までは丘陵地の藪や山林に過ぎなかったが、名古屋大学が当地に移転してきたために町域全域が大学構内に吸収されるに至った。したがって、町内に所在するのは全て名古屋大学の関連施設である。ただし、大学当局は同大学東山キャンパス全域の住所を不老町として統一して案内している。詳しくは名古屋大学#施設を参照。
- 大学本部[8]北緯35度9分8.7秒 東経136度58分7.6秒 / 北緯35.152417度 東経136.968778度
- 豊田講堂[8]北緯35度9分11.9秒 東経136度58分4.8秒 / 北緯35.153306度 東経136.968000度
- 工学部[8]
- 理学部[8]北緯35度9分17.1秒 東経136度58分10秒 / 北緯35.154750度 東経136.96944度
  - 理学部附属宇宙線望遠鏡研究施設（1959年新設）[11]
- 職員会館[8]北緯35度9分11.6秒 東経136度58分9.8秒 / 北緯35.153222度 東経136.969389度
- 社会福祉法人緑の丘福祉会どんぐり保育園[5]（1969年開園・1976年法人発足[11]）北緯35度9分2.9秒 東経136度58分8.5秒 / 北緯35.150806度 東経136.969028度
- インターナショナルレジデンス（1981年新設）[11]

## その他

### 日本郵便
- 郵便番号 : 464-0813[2]（集配局：千種郵便局[12]）。